# Сигтунський похід

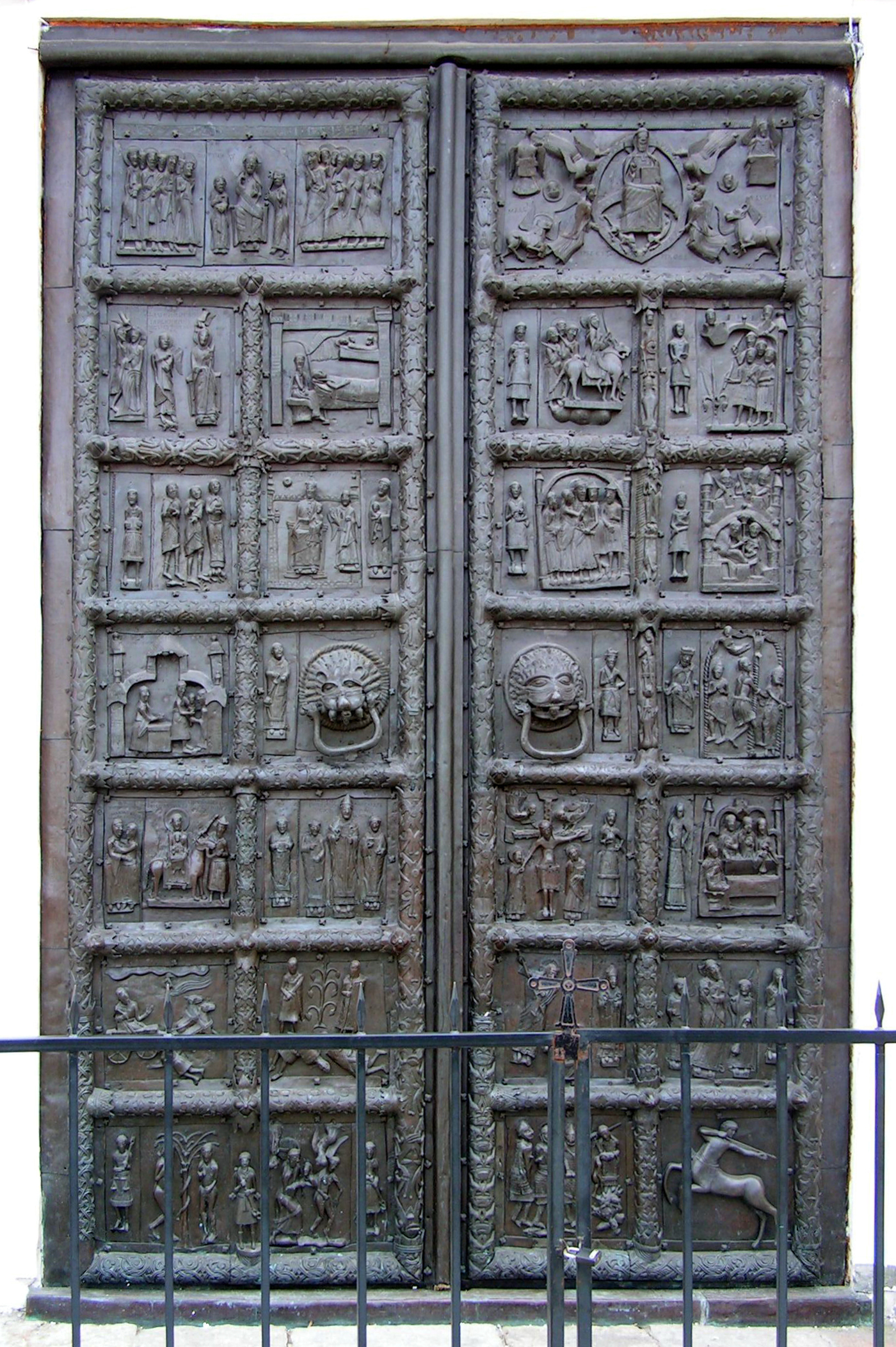
Сигтунські ворота, передбачуваний трофей походу

Сигтунський похід 1187 року — морський похід Новгородського князівства, який за деякими свідченнями призвів до повного знищення найбільшого шведського міста Сигтуна.

## Національність нападників
У джерелах немає єдиної думки, хто зруйнував шведську столицю. У новгородських літописах відомості про похід відсутні. У західноєвропейських анналах є лише короткі згадки, при чому національність нападників не згадана. Вони лише названі pagani — язичники, але цю назву в той час могли застосувати і до православних. Найстаріше джерело, що дає більш розгорнутий опис подій — Хроніка Еріка, відноситься до початку XIV століття і спирається, крім доступних йому документів, на народні перекази, — називає нападників карелами, що входили в той час до складу Новгородської республіки. При цьому він згадує, що розгром Сигтуни викликав радість у серцях карел і русичів. Наступне за часом джерело, Хроніка Еріка Олая (середина XV століття), стверджує, що напад вчинили карели і новгородці-русичі. В деяких більш пізніх джерелах згадуються ести. Деякі пізні автори комбінують вищеназвані народи в різних співвідношеннях. У XVI—XVII століттях шведами зафіксовано переказ про вивіз карелами в 1187 році з Сигтуни воріт, встановлених згодом у Софійському соборі. Це ж переказ зафіксовано і в Новгороді.
На думку В. П. Шаскольского найбільшу довіру викликає Хроніка Еріка, який називає нападників карелами. Її автор, мабуть, не мав доказів, що в поході брали участь безпосередньо русичі, але вважав, що похід організований з їх відома.
У наступні століття карели перестали сприйматися шведами як небезпечний противник, здатний здійснити подібний похід, і інші середньовічні історики стали все більше виділяти роль слов'ян-русичів. Навіть у деяких пізніших списках Хроніки Еріка замість карел вказані русичі, незважаючи на порушення при цьому віршованого розміру. Ести ж з'явилися через неправильне тлумачення термінів в стародавніх джерелах.
Мовчання новгородських літописів, на його думку, пояснюється тим, що похід не був офіційним заходом Новгородської республіки. Прямих доказів участі в цьому поході новгородців немає, але є непрямі.

## Розгром Сигтуни
Довгий час після прийняття християнства і перенесення столиці з язичницької Бирки, Сигтуна, з її слов'янським християнським населенням, була релігійним і політичним центром Швеції. Сигтуна перебувала на березі озера Меларен, в 60 кілометрах від берега Балтійського моря. Озеро було пов'язано з морем протокою. Місто було добре укріплене природою і людиною, шлях до нього лежав через шхери і дрібні звивисті протоки. Сигтуна в описувану епоху була найбільшим торговим містом Швеції з дуже значним слов'янським населенням. У Сигтуні в XII ст. існував слов'янський торговий двір, де постійно перебували слов'янами. Про наявність постійного слов'янського населення в Сигтуні в XII столітті свідчить існування в місті кам'яної церкви св. Миколи; є її руїни. Знахідки під час розкопок на території міста численних фрагментів слов'янської кераміки — кераміки з хвилясто-лінійним орнаментом, що вироблялася і використовувалась в слов'янських землях, показали, що дану кераміку виробляли на місці.
Незважаючи на це, нападники, ймовірно вийшли в море з західного гирла Вуокси (де згодом повстав Виборг), зуміли непомітно перетнути море, пройти протоками і 12 серпня 1187 року раптово захопити місто. Був убитий архієпископ Упсальський Юхан. Сигтуна нібито була зруйнована вщент, чітких відомостей немає. Однак, відомо історично — більше вона ніколи вже не була відновлена і назавжди втратила своє значення. Також існує думка, що карели її не зруйнували, а удар по господарству її було завдано репресіями проти шведів слов'ян Сигтуни, яких звинувачували у співпраці з нападаючими карелами або непротивлення їм, причому шведське населення продовжувало жити в місті до XIV століття.
Досвід по втраті столиці був врахований, і в XIII столітті ярл Біргер побудував біля протоки, що веде в озеро Меларен, замок Стокгольм, щоб не допустити повторення подібних набігів.

### Сигтуна не була зруйнована
Археологічні розкопки показують, що Сигтуна продовжувала зростати і збагачуватися і після розорення, принаймні до середини 1300-х рр. Ніякого шару сажі, попелу та інших слідів пожежі не виявлено зовсім. Масштаби руйнування, якщо воно мало місце, принаймні сильно перебільшені.

## Наслідки походу
Восени 1188 року в деяких містах Швеції і Готланда були схоплені купці-новгородці. Деякі дослідники вважають ці літописні відомості доказом ролі Великого Новгорода в поході, але наукового консенсусу з цього приводу немає.

## Сигтунські ворота
Іншим дуже спірним доказом участі новгородців в поході є наявність у Софійському соборі Сигтунської брами. Ці ворота, основна частина яких, на думку дослідників, була виготовлена в 1152—1154 роках в Магдебурзі для нещодавно збудованого собору Успіння Пріснодіви Марії в Плоцьку, являють собою скульптурний іконостас з католицькими зображеннями, включаючи фігури єпископів Магдебурга і Плоцька.
Про те, як вони опинилися в Швеції, немає жодних відомостей у джерелах.
За публікації Ф. Аделунга 1823 року, що ґрунтується в основному на епосі, ці ворота є військовим трофеєм новгородців, які ходили за моря в 1187 році у Сигтуну.
Ця версія також підтверджується в листі Якоба Делагарди, написаному в 1616 році шведському канцлерові Акселю Оксеншерна: "Щодо мідних воріт, які його королівська величність бажає, щоб йому надіслали з Новгорода заради їх пам'ятки, тим більше, що вони були колись взяті з Сигтуни, — то я б дуже бажав виконати наказ його королівської величності
Інші припущення появи воріт в Новгороді: розграбування собору в Плоцьку литовцями в XIII столітті під час військового походу в Мазовії, або подарунок польського духовенства новгородському князю. За деякими даними, вони знайшли свій шлях в Новгород в 1170 році — вже незабаром після виготовлення[1], за іншими відомостями — не раніше середини п'ятнадцятого століття[2].
Ворота, що потрапили в Новгород, можливо, були пошкоджені, або розібрані перед перевезенням — у них були загублені деякі елементи, місцеві майстри зібрали їх в іншому порядку.
Новгородці в описувану епоху захопили місто Дерпт (1262 рік) і поселення на місці міста Або (1198 недостовірно) і саме Або (1318), але джерела не згадують вивезення воріт із цих міст, і в першому випадку навіть самого Або ще не було. Крім того, в Дерпті новгородцям не вдалося захопити замок, де перебував міський собор. На самих воротах є риси, пов'язані з релігійним культом святого Зігфріда, особливо шанованого в Сигтуні.